# 天网 (1994年电影)
《天网》（英語：The Net of Justice）是中国在1994年上映的一部电影，由謝鐵驪执导，该作主要讲述的是县委书记在意外中得知了一起冤案，并且用自己的努力去为这个冤案平反的故事。謝鐵驪凭借该作获得“华表奖”。

## 剧情介绍
新上任的县委书记秦裕民意外的得知了一场冤案，于是他便决定用一些方式去平反，虽说在做这些事情的时候并不顺利，但是他最后还是靠着自己的努力，为被冤枉的人平反。

## 演员
- 董毅
- 孙飞鹏
- 雍和平
- 王夫棠
- 李金水
- 石冼

## 职员
- 制片人：王学朴
- 摄影：郑煜元
- 化妆：孙鸿魁
- 音效：孙凯